# مجلس الوزراء الكويتي 1978
مجلس الوزراء الكويتي 1978 أو الحكومة الكويتية العاشرة أو حكومة سعد العبد الله الأولى هي الوزارة رقم 10 في تاريخ دولة الكويت منذ الاستقلال عام 1961، تشكّلت في تاريخ 16 فبراير 1978، برئاسة ولي العهد الكويتي - آنذاك - الشيخ سعد العبد الله السالم الصباح، واستمرت حتى 24 فبراير 1981، وهي أوّل حكومة برئاسته، وذلك بعد أن توّلى الشيخ جابر الأحمد الجابر الصباح إمارة الكويت خلفًا للشيخ صباح السالم الصباح.

## التشكيلة الوزارية
- رئيس الوزراء: سعد العبد الله السالم الصباح
- نائب رئيس مجلس الوزراء ووزير الإعلام: جابر العلي السالم الصباح
- نائب رئيس مجلس الوزراء ووزير الخارجية: صباح الأحمد الجابر الصباح
- وزير التربية: جاسم خالد داود المرزوق
- وزير الإسكان: حمد مبارك العيار (استقالة) / حمد عيسى الرجيب
- وزير الأشغال العامة: حمود يوسف النصف
- وزير التخطيط: سالم جاسم إبراهيم المضف
- وزير الدفاع: سالم صباح السالم الصباح
- وزير الدولة للشؤون القانونية والإدارية: سلمان الدعيج الصباح
- وزير المواصلات: سليمان حمود الزيد الخالد
- وزير المالية: عبد الرحمن سالم العتيقي
- وزير الصحة العامة: عبد الرحمن محمد عبد الله العوضي
- وزير الدولة لشؤون مجلس الوزراء: عبد العزيز حسين
- وزير الشؤون الاجتماعية والعمل: عبد العزيز محمود بوشهري
- وزير العدل: عبد الله إبراهيم المفرج
- وزير الكهرباء والماء: عبد الله يوسف أحمد الغانم ( استقالة) / خلف أحمد الخلف
- وزير التجارة والصناعة: عبد الوهاب يوسف النفيسي
- وزير النفط: علي الخليفة العذبي الصباح
- وزير التخطيط: محمد يوسف العدساني
- وزير الداخلية: نواف الأحمد الجابر الصباح
- وزير الأوقاف والشؤون الإسلامية: يوسف جاسم الحجي